# Proton Synchrotron Booster

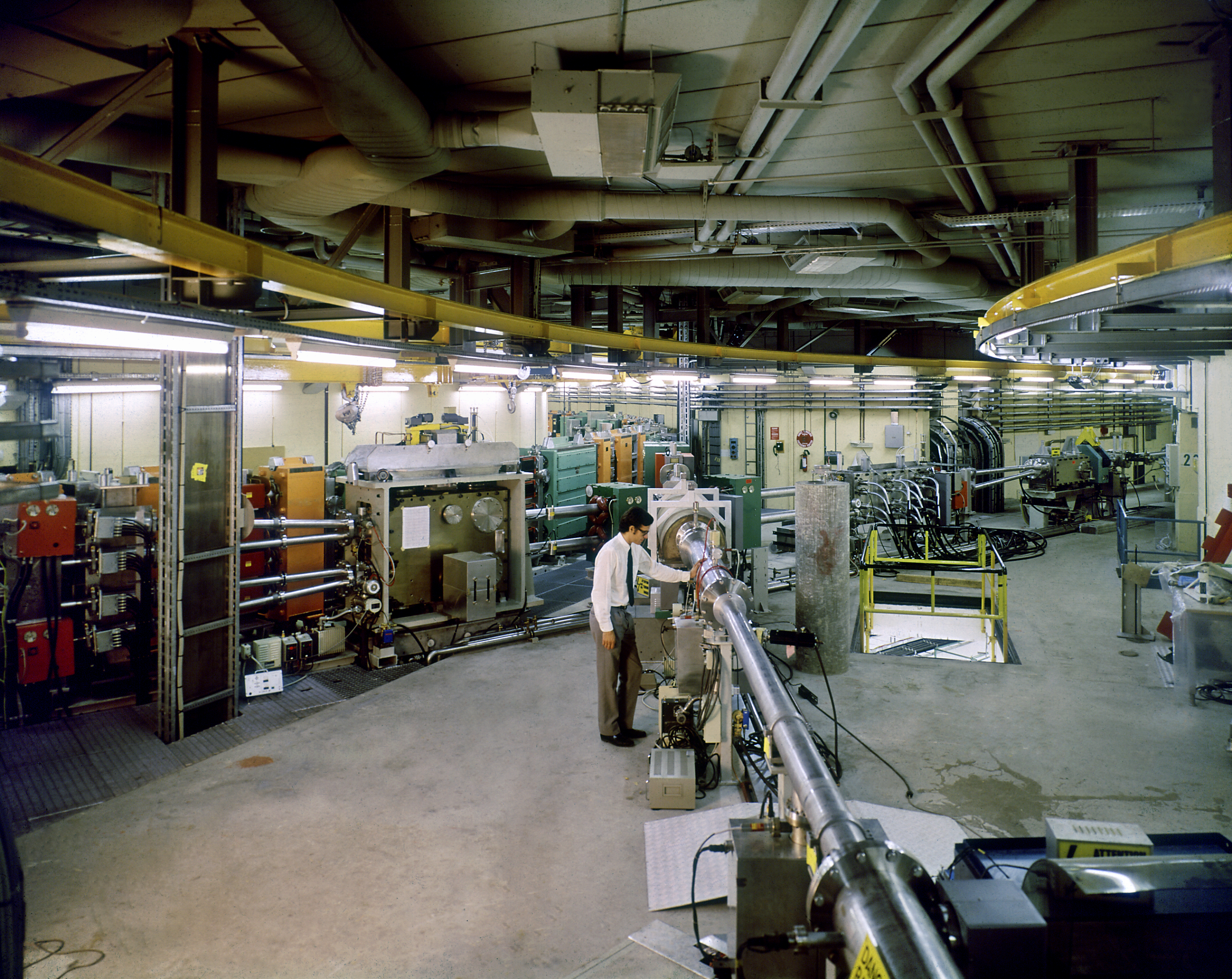
Eingangs- und Ausgangsstrahlrohre des Proton Synchrotron Booster

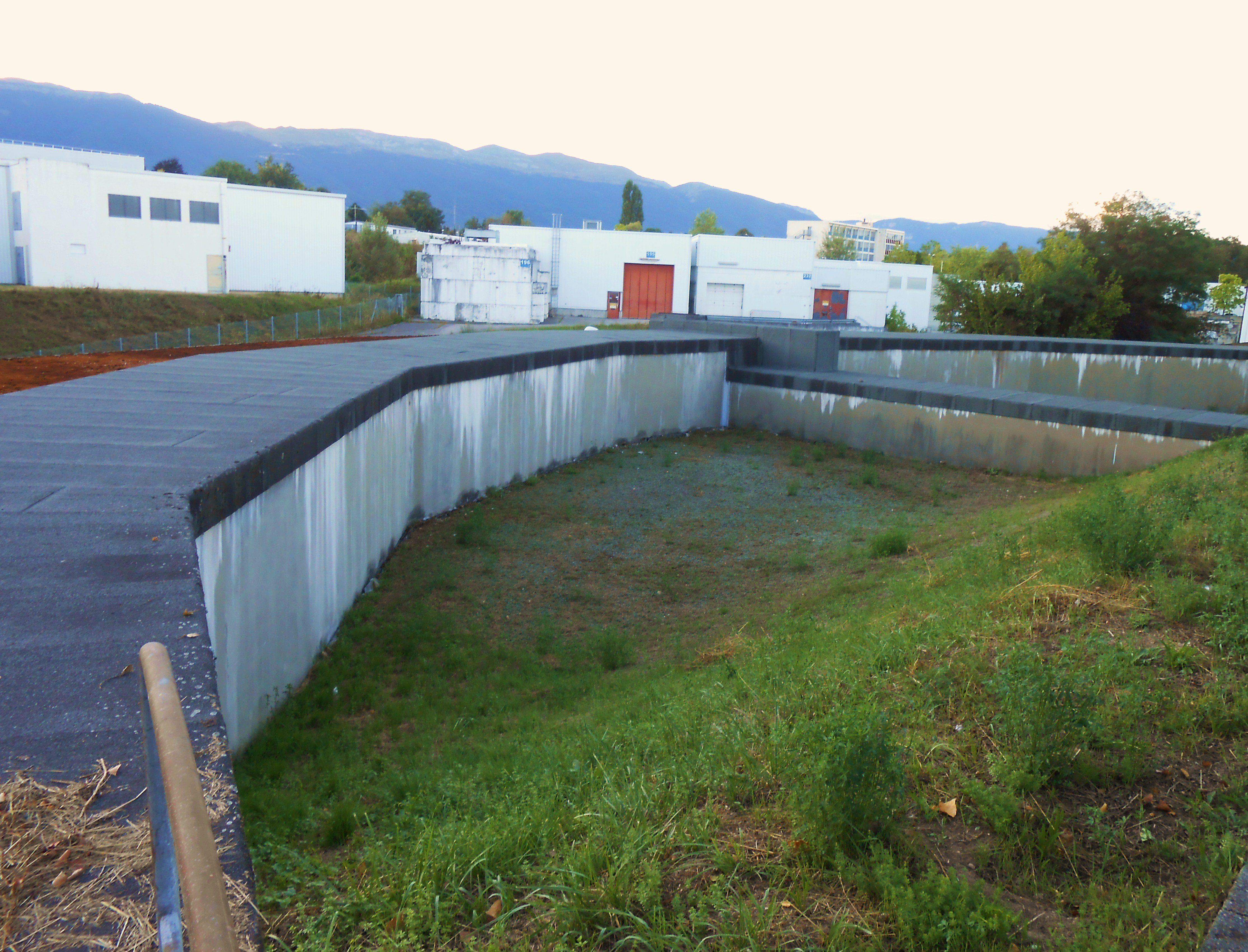
Das Gelände oberhalb des Proton Synchrotron Booster am CERN

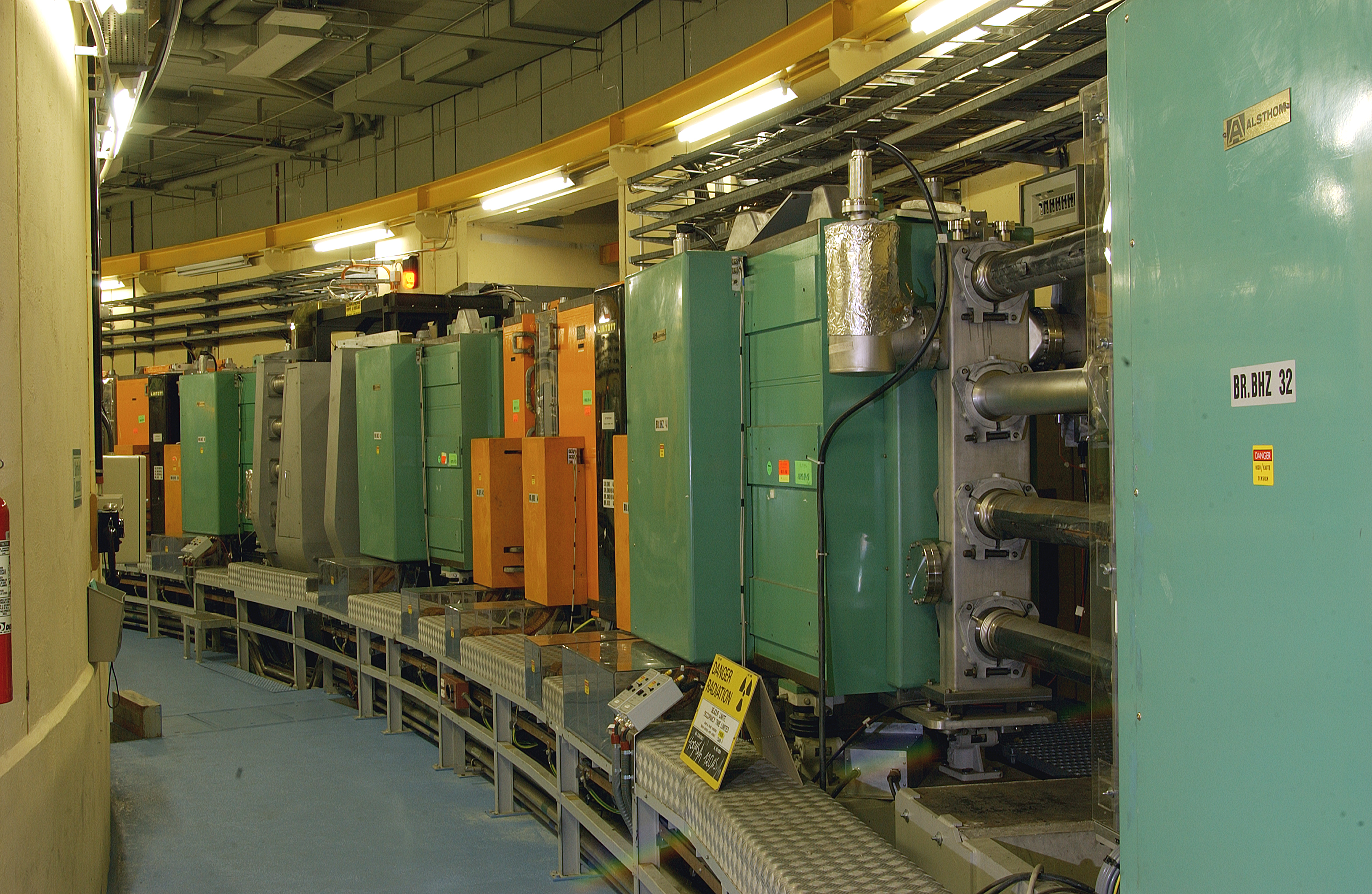
Der Proton Synchrotron Booster im Tunnel

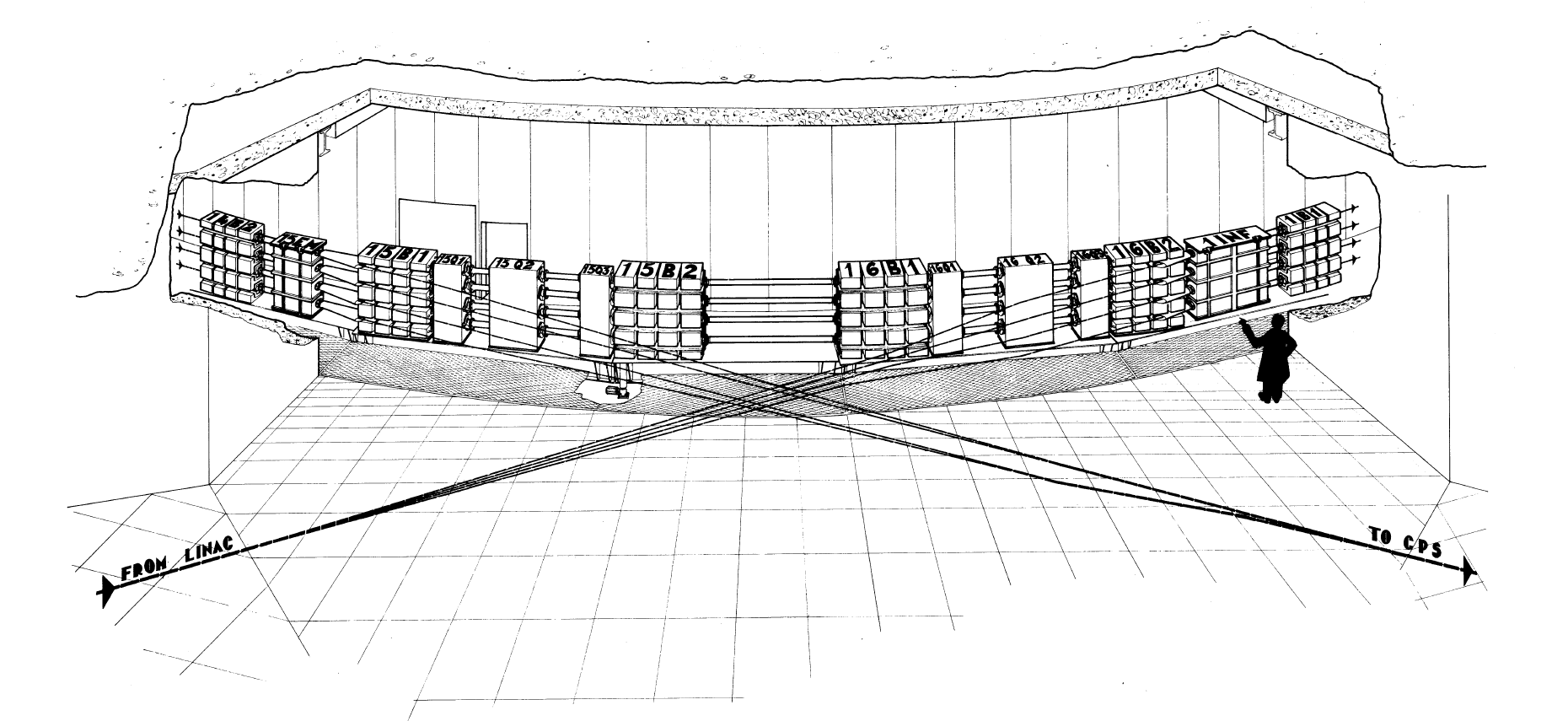
Künstlerische Darstellung des Proton Synchrotron Booster

Der Proton Synchrotron Booster (PSB) ist ein Synchrotron-Teilchenbeschleuniger am CERN. Er wurde 1972 in Betrieb genommen und besteht aus vier übereinander liegenden Strahlrohren, die je einen Ring mit 25 m Radius bilden. Der Proton Synchrotron Booster ist der Vorbeschleuniger des größeren Proton Synchrotron (PS). Protonen werden mit einer Energie von 50 MeV in den PSB geleitet, wo sie auf 1,4 GeV beschleunigt und dann in das Proton Synchrotron weitergeleitet werden. Durch den Bau des PSB konnte die Zahl der Protonen im PS versechsfacht werden.

## Geschichte

### 1964 – 1968: Planung und Baubeginn
Vor der Einbetriebnahme das PSB 1972 wurden die Protonen direkt vom Linearbeschleuniger Linac 1 an das Proton Synchrotron (PS) geliefert, wo sie von 50 MeV auf 25 GeV beschleunigt wurden. Die so erreichbaren Protonenintensitäten lagen bei 1,6·1012 Protonen pro Puls. Jedoch erforderten die neu entwickelten Experimente (hauptsächlich im Rahmen der Intersecting Storage Rings) deutlich höhere Protonenanzahlen von 1013 Protonen pro Puls. Dies sollte durch eine Vorstufe im Beschleunigungsprozess, welche die Energie der Protonen noch vor dem Eintritt in den PS erhöhen konnte, umgesetzt werden.
In diesem Zuge wurden verschiedene Vorschläge für den geplanten sogenannten „PS Injektor“ erörtert: Zur Diskussion standen u. a. ein weiterer Linearbeschleuniger oder fünf sich überschneidende Kreise in Form der olympischen Ringe. Schließlich fiel die Wahl auf ein Design aus vier übereinander angeordneten Synchrotronringen mit einem Radius von 25 Metern. Diese Konstruktion, welche 1964 vorgeschlagen worden war, ermöglichte eine Erhöhung der Protonenzahl auf die gewünschten 1013 Protonen pro Puls (2,5·1012 pro Ring). Durch weitere Verbesserungen wurde schließlich die Einspeisung von insgesamt 4,25·1013 Protonen pro Puls durch den PSB erreicht.
Die abgeschätzten Gesamtkosten der Erneuerungsarbeiten belief sich auf 69,5 Millionen CHF (Preise von 1968). Mehr als die Hälfte davon war für die Bauvorhaben des PSB vorgesehen, welche 1968 begannen.

### 1972 – 1974: Inbetriebnahme
Am 1. Mai 1972 wurden die ersten Protonen im PSB beschleunigt; dreieinhalb Wochen später wurde am 26. Mai 1972 die damalige Maximalenergie von 800 MeV erreicht.
Das Zwischenziel von 5,2·1012 Protonen pro Puls wurde im Oktober 1973 erreicht. Insgesamt dauerte es etwa zwei Jahre, bis die geplante Intensität von 1013 Protonen pro Puls erreicht wurde.

### 1973 – 1978: Update zum Linac 2
Der Linearbeschleuniger Linac 1, zu jener Zeit CERNs Hauptquelle für Protonen, konnte im Laufe der Jahre nicht mehr mit den technischen Fortschritten der anderen Maschinen des Beschleunigerkomplexes mithalten. Deswegen wurde 1963 der Bau eines neuen Linearbeschleunigers, welcher später Linac 2 genannt werden sollte, beschlossen. Dieser neue Beschleuniger sollte Protonen mit der gleichen Energie wie zuvor (50MeV), jedoch mit einer längeren Pulsdauer von 200 μs und einem höheren Strom von 150 mA liefern. Der Bau des Linac 2 begann im Dezember 1973 und wurde 1978 abgeschlossen.
Linac 2 war bis 1992 weiterhin in Betrieb und wurde als Quelle für leichte Ionen genutzt.

### 1988: Upgrade auf 1 GeV
Nach über zehn Jahren in Betrieb erforderte die ständige Erhöhung der Strahlintensität eine entsprechende Erhöhung der Ausgangsenergie des PSB. Mittels nur geringfügiger Änderungen an der Maschine wurde der PSB deshalb im Jahr 1988 auf 1 GeV aufgerüstet.

### 1980er Jahre – 2003: Beschleunigung von Ionen
Ab Anfang der 1980er Jahre wurde der PSB auch zur Beschleunigung von Deuterium-, Helium-, Schwefel- und Sauerstoff-Ionen benutzt, welche vom damaligen Linearbeschleuniger Linac 1 in des PSB eingespeist wurden. Mit der Inbetriebnahme des speziell für Ionen ausgelegten Linearbeschleunigers Linac 3, wurden auch im PSB schwerere Ionen wie zum Beispiel von Indium oder Blei beschleunigt. Seit 2006 wird der PSB dazu nicht mehr verwendet, da die Einspeisung von Ionen in den PS vom Linac 3 jetzt über den Low Energy Ion Ring (LEIR) erfolgt.

### 1992: Verbindung zum ISOLDE Experiment
Von 1989 bis 1992 zog die Einrichtung zur Erzeugung von radioaktiven Ionenstrahlen ISOLDE (Isotope Separator On Line DEvice) zum PSB um, welche seit den 1960er Jahren vom ehemaligen Synchro-Zyklotron (SC) mit auf 600 MeV beschleunigten Protonen gespeist wurde. Damit war der PS nicht mehr der alleinige Empfänger der vom PSB beschleunigten Protonen.
Heute nutzt ISOLDE den Protonenstrahl des PSB mit bis zu 1,4 GeV zur Erzeugung der radioaktiven Ionenstrahlen.

### 1999: Vorbereitung für den LHC und Upgrade auf 1,4 GeV
Der geplante Large Hadron Collider erforderte ein weiteres Upgrade des PSB auf 1,4 GeV. Dies implizierte größere Verbesserungsarbeiten der Maschine als dies beim vorherigen Upgrade auf 1 GeV der Fall war, da an diesem Punkt die Grenzen der ursprünglichen Designparameter des PSB ausgeschöpft waren. Die Erneuerungsarbeiten waren 2000 abgeschlossen.

### 2010 – 2026: Zukünftige Upgrades für den HL-LHC
2010 wurde ein weiteres großes Upgrade des LHC beschlossen: der High Luminosity Large Hadron Collider (HL-LHC).
Die deutlich höheren erforderten Strahlintensitäten setzen eine erneute Erhöhung der Ausgangsenergie des PSB auf 2 GeV voraus. Im Laufe der nächsten Jahre wird dies durch Austausch und Erneuerung vieler Schlüsselkomponenten des PSB, z. B. die Hauptstromversorgung, das Radiofrequenzsystem, die Verbindung zum PS und das Kühlsystem, umgesetzt.
Zusätzlich wurde die in den PSB eingespeiste Energie erhöht: Linac 4, welcher im Jahr 2020 in Betrieb genommen wurde, liefert Energien von 160 MeV und ersetzte Linac 2, der nur Energien von bis zu 50 MeV erreichte. Durch den Einsatz von negativen Wasserstoffionen (H−) anstelle von Protonen (H+) ist Linac 4 zusätzlich in der Lage, dem LHC einen qualitativ deutlich besseren Protonenstrahl zu liefern. Eine Folie am Injektionspunkt zum PSB entfernt die Elektronen der H− Ionen, nur die Protonen fliegen weiter. Diese werden als sogenannte „beam bunches“ in den vier Ringen des PSB angesammelt, von ihm beschleunigt und weiter entlang CERNs Beschleunigerinfrastruktur geleitet.

## Infrastruktur und Betrieb
Der PSB ist Teil der komplexen Beschleunigerinfrastruktur am CERN. Zum Zeitpunkt seiner Konstruktion war CERNs Hauptcampus in Meyrin gerade vergrößert worden und lag nun nicht mehr nur auf Schweizer, sondern auch auf französischem Boden. Der Mittelpunkt der PSB-Ringe liegt genau auf der Grenze zwischen der Schweiz und Frankreich. In beiden Ländern gelten verschiedene Regelungen, welche die Genehmigung von Gebäuden an der Landesgrenze betreffen. Deshalb wurde beschlossen, die hauptsächliche Infrastruktur des PSB unter der Erde zu bauen. Die einzige über der Erde sichtbare Infrastruktur ist auf der Schweizer Seite zu finden.
Der PSB besteht aus vier übereinander gestapelten Ringen mit einem Radius von 25 Metern. Jeder dieser Ringe besteht aus 16 Perioden, welche je aus zwei Dipolmagneten und einer Fokussierungsstruktur aus drei Quadrupulmagneten (fokussierend, defokussierend, fokussierend) bestehen.
Der Protonenpuls des Linearbeschleunigers wird mit Hilfe von nacheinander gepulsten Magneten vertikal in sechs Teilstrahlen zerlegt, wobei der erste und letzte der ansteigenden beziehungsweise abfallenden Flanke des Protonenpulses entspricht und nicht verwendet wird. Die vier mittleren Strahlen werden dann mittels weiterer Magnete in die einzelnen vertikal übereinanderliegenden Strahlröhren geleitet. Zur Erhöhung der Protonenzahl pro Paket oder der Anzahl der Protonenpakete pro Ring wird der Vorgang mehrfach wiederholt. Früher wurden je fünf Pakete pro Ring gefüllt und heute in der Regel ein oder zwei Pakete, bei zwei bis über zehn Wiederholungen pro Paket.
Nach der 1,2 Sekunden dauernden Beschleunigung und zusätzlichen räumlichen Synchronisation der Protonenpakete – diese liegen dann in allen Strahlrohren genau übereinander – werden diese wieder mit Hilfe von speziellen gepulsten Magneten nacheinander so ausgekoppelt, dass pro Umlauf die vorhandenen Protonenpakete eines Rings extrahiert werden. Die gesamte Auskopplung von vier Ringen erfolgt bei 1,4 GeV so innerhalb von 2291,2 ns (vierfache Umlaufzeit von 572,8 ns). Je nach Anforderung an die Paketanzahl und Abfolge werden auch nur einzelne Ringe zur Beschleunigung benutzt oder mehr als vier Protonenpakete aus zwei Füllungen mit je einem Protonenpaket pro Ring in den PS eingespeist (so z. B. für den LHC 4+2 Pakete).
Im Jahr 2017 wurden 1,51·1020 Protonen im PSB beschleunigt. Davon wurden 61,45 % an ISOLDE geliefert, nur ein kleiner Teil von 0,084 % werden vom LHC genutzt.